# Metallica (geslacht)
Metallica is een geslacht van kevers uit de familie van de loopkevers (Carabidae). De wetenschappelijke naam van het geslacht is voor het eerst geldig gepubliceerd in 1872 door Chaudoir.

## Soorten
Het geslacht Metallica omvat de volgende soorten:
- Metallica aeneipennis (Dejean, 1831)
- Metallica capeneri Basilewsky, 1960
- Metallica mashunensis Peringuey, 1904
- Metallica purpuripennis Chaudoir, 1872
- Metallica rufoplagiata Basilewsky, 1956
- Metallica viridipennis Chaudoir, 1872